# Troubled Waters
Troubled Waters är en låt skriven av Dino Medanhodzic, Benjamin Jennebo och Victor Crone, framförd av Victor Crone.
Låten tävlade med startnummer fyra i den fjärde deltävlingen av Melodifestivalen 2020 i Malmö, från vilken den kvalificerade sig direkt till finalen.

## Listplaceringar
| Lista (2020)                | Topplacering |
| --------------------------- | ------------ |
| Sverige (Sverigetopplistan) | 17           |